# George Underwood (Künstler)
George Underwood (* 5. Februar 1947) ist ein britischer Künstler und Musiker. Er ist vor allem dafür bekannt, dass er in den 1970er Jahren Albumcover für zahlreiche Bands entwarf und mit seinem langjährigen Freund, dem Singer-Songwriter David Bowie, zusammenarbeitete.

## Leben und Karriere
George Underwood besuchte die Bromley Technical School, wo er zusammen mit seinen Klassenkameraden David Bowie und Peter Frampton Interesse an Musik entwickelte. Underwoods und Bowies erste gemeinsame Band, George and the Dragons war nur von kurzer Dauer, da Underwood Bowie während einer Schlägerei um ein Mädchen mit einem Ring am Finger in das linke Auge schlug. Dies führte zu einer Lähmung Bowies linker Pupille und seinem unverwechselbaren Aussehen. Die Verletzung beeinträchtigte ihre Freundschaft nicht und 1964 nahm Underwood mit Bowie und ihrer neuen Band The King Bees eine Single auf. Später versuchte Underwood, mit einer Solo-Platte unter dem Namen Calvin James Musikkarriere zu machen.
Nachdem Underwood entschieden hatte, dass das Musikgeschäft für ihn nichts sei, kehrte Underwood zum Kunststudium zurück und arbeitete in Designstudios als Illustrator. Anfänglich spezialisierte er sich auf Fantasy-, Horror- und Science-Fiction-Buchumschläge. Da viele seiner ehemaligen Kollegen weiterhin im Musikgeschäft tätig waren, baten sie ihn, Kunstwerke für ihre Plattencover zu gestalten. Underwood etablierte sich damit als Freischaffender Künstler und führender Kunstillustrator, indem er für Musiker und Bands wie T. Rex (Futuristic Dragon), The Fixx und Procol Harum (Shine On Brightly), Mott the Hoople (All the Young Dudes) und David Bowie (Hunky Dory, The Rise and Fall of Ziggy Stardust and the Spiders from Mars) Plattencover entwarf. In dieser Zeit produzierte er außerdem hunderte von Buchumschlägen, Werbeanzeigen, Porträts und Zeichnungen.
Er wirkte auch in dem Dokumentarfilm David Bowie & the Story of Ziggy Stardust der BBC (Cymru Wales) von 2012 mit.